# Petra Hoffmann
Petra Hoffmann (* in Schwäbisch Gmünd) ist eine deutsche Opernsängerin (Sopran) und Interpretin zeitgenössischer Werke.

## Leben
Sie erhielt ihre Gesangsausbildung bei Elsa Cavelti an der Hochschule für Musik und Darstellende Kunst Frankfurt am Main. Ergänzend studierte sie bei Charles Spencer, Paul Esswood und Sir John Eliot Gardiner.
In Gastverträgen unter anderem als Blondchen (Die Entführung aus dem Serail), Frasquita (Carmen), Lenio (Griechische Passion), Zerlina (Don Giovanni), Königin der Nacht (Die Zauberflöte) wurde sie an die Opéra de la Monnaie Bruxelles, das Theater Basel, die Opera Real Madrid, das Teattro Nacional de São Carlos, Lissabon, die Staatsoper Stuttgart, das Bayrische Staatsschauspiel Marstall und an das Teatro La Fenice, Venedig, verpflichtet. Als Interpretin zeitgenössischer Werke trat Hoffmann bei den Salzburger Festspielen, La Biennale di Venezia, Steirischer Herbst, Festwochen Luzern, Wien Modern, „musica viva“ München, Ruhrtriennale, Milano Musica sowie in Japan auf.
Sie konzertierte mit Maurizio Pollini sowie dem Symphonieorchester des Bayerischen Rundfunks, dem Gustav Mahler Jugendorchester, Klangforum Wien, Ensemble Modern und dem ensemble recherche unter den Dirigenten Claudio Abbado, Ingo Metzmacher, Péter Eötvös, Frieder Bernius, Antonio Pappano, Kwamé Ryan, Emilio Pomàrico, Sylvain Cambreling und Mark Foster.

## Diskografie
- Feldman: Neither (musica viva)
- Feldman: Three Ghostlike songs (Wittener Tage für neue Kammermusik, 2001)
- Furrer: Narcissus (MGB)
- Furrer: Aria (Kairos)
- Furrer: Begehren (DVD)
- Furrer: Invocation
- Nono: Diario Polacco (25 vears Experimentalstudio)
- Nono: Io frammento dal Prometeo (Col legno)
- Staud: Berenice, Lied vom Verschwinden (Kairos)